# Di Tresette ce n'è uno, tutti gli altri son nessuno
Di Tresette ce n'è uno, tutti gli altri son nessuno è un film del 1974 diretto da Giuliano Carnimeo, accreditato con lo pseudonimo di Anthony Ascott.
È il sequel di Lo chiamavano Tresette... giocava sempre col morto.

## Trama
Tresette, accompagnato dal grosso e forzuto Bamby, mette gli occhi su un bottino rubato; nella sua ricerca, deve guardarsi dai banditi, vari pistoleri, membri del Ku Klux Klan, e l'irriducibile Veleno che continua ad inseguirlo. Si caverà d'impaccio usando di volta in volta la parlantina, gag impossibili, schiaffoni ed imbrogli, prima di andarsene con il bottino lasciando Veleno con una torta esplosiva per celebrare la ricorrenza del loro primo duello.

## Critica
(Achille Valdata)